# 瓦伊拉瓦西山
瓦伊拉瓦西山（Wayra Wasi）是玻利維亞的山峰，位於該國西南部波托西省的托馬斯弗里亞斯省，處於哈通卡薩山以東，屬於安第斯山脈的一部分，海拔高度4,416米。